# Garath McCleary
Garath James McCleary (* 15. Mai 1987 in Oxford, England) ist ein englisch-jamaikanischer Fußballspieler, der seit November 2020 bei den Wycombe Wanderers unter Vertrag steht.

## Vereinskarriere

### Non-League Football
Garath McCleary lernte das Fußballspielen in der Jugend von Oxford United. Im Jahr 2005 verließ er seine Heimatstadt Oxford und wechselte zum unterklassigen Non-League football-Team Slough Town. Nach über einer Spielzeit bei den Rebels, wie der Verein in England genannt wird, wechselte McCleary nach neun Toren in 42 Pflichtspieleinsätzen im Januar 2007 zum FC Bromley, dem er zum Aufstieg in die Conference South verhalf. 

### Nottingham Forest
Ende Januar 2008 unterschrieb er seinen ersten Profivertrag bei Nottingham Forest und erreichte in seiner ersten Spielzeit mit den Reds den Aufstieg in die Football League Championship. McCleary wird bei Forest auch als Flügelspieler und als Angreifer eingesetzt, jedoch erwies er sich im Profifußball noch nicht so treffsicher, weshalb er bevorzugt auf den Außenpositionen im Mittelfeld agiert. Im Juli 2009 einigte er sich mit dem Verein aus Nottingham auf eine vorzeitige Vertragsverlängerung, dessen Gültigkeit bis 2012 befristet läuft. In der Football League Championship 2009/10 erhielt McCleary (24 Spiele) regelmäßige Einsätze bei Forest, aufgrund der größeren Konkurrenz konnte er sich jedoch keinen Stammplatz erspielen. Auch in der Saison 2010/11 blieb er Ergänzungsspieler (18 Spiele/2 Tore) und verpasste mit seiner Mannschaft erneut erst im Play-off-Halbfinale den Aufstieg in die Premier League.
Nachdem Steve Cotterill im Verlauf der Hinrunde der Saison 2011/12 seinen Vorgänger Steve McClaren auf dem Trainerposten abgelöst hatte, avancierte McCleary zum Stammspieler. Am 20. März 2012 erzielte er beim 7:3-Auswärtserfolg über Leeds United vier Treffer. Kurz darauf erhielt er die Auszeichnung zum Spieler des Monats März 2012.

### FC Reading
Im Mai 2012 wurde verkündet, dass McCleary eine Vertragsverlängerung in Nottingham abgelehnt und stattdessen einen Dreijahreskontrakt beim FC Reading unterzeichnet hatte. Damit erfüllte er sich seinen Traum, in der Premier League spielen zu können. Das Vergnügen hielt jedoch nur ein Jahr an und nach dem Abstieg im Jahr 2013 trat er fortan wie in der zweiten Liga an.

### Wycombe Wanderers
Nach acht Jahren in Reading schloss sich McCleary im November 2020 ablösefrei den Wycombe Wanderers – ebenfalls in der zweiten englischen Liga aktiv – bis zum Ablauf der Saison 2020/21 an.